# چاتک
چاتک (به لاتین: Chhatak) یک منطقهٔ مسکونی در بنگلادش است که در Chhatak Upazila واقع شده‌است. چاتک ۹٫۲۴ کیلومتر مربع مساحت و ۳۴٬۴۹۸ نفر جمعیت دارد.